# 李海阳
李海阳（1971年—），山东沂水人，汉族，中华人民共和国政治人物、第十二届全国人民代表大会辽宁地区代表。
毕业于罗伦斯科技大学工商管理专业。2013年，被选为全国人大代表。2016年因涉嫌贿选被认定当选无效。